# Lubinieckie
Lubinieckie – jezioro rynnowe w województwie lubuskim, w powiecie świebodzińskim, w gminie Świebodzin, na Pojezierzu Łagowskim, w pobliżu Świebodzina. Jezioro jest silnie zanieczyszczone, do jego złego stanu ekologicznego, przyczynił się fakt odbierania przez lata ścieków z pobliskiego Świebodzina.

## Położenie i opis
Jezioro Lubinieckie położone jest w środkowej części powiatu świebodzińskiego, niedaleko wschodnich granic Świebodzina. Jezioro znajduje się na terenie Pojezierza Łagowskiego. Akwen posiada charakterystyczny dla jezior rynnowych wydłużony kształt, w tym przypadku południowy brzeg graniczy ze Świebodzinem i Grodziszczem, a północny z położoną około 3 km na północ Rzeczycą. Misa jeziorna nie jest znacząco rozbudowana. Brzegi jeziora porośnięte są krzewami, a północny brzeg również lasami liściastymi. Jezioro w przeważającej części otoczone jest użytkami zielonymi oraz gruntami ornymi. Do jeziora wpada struga Pławnica, a nadmiar wód odprowadzany jest na wschód strugą Lubinica, która stanowi dolny bieg Pławnicy.

## Hydronimia
Jezioro pojawia się w źródłach w 1689 roku jako Der Schwibusische-See, a następnie Schwiebuser Schloß-See (1802). Następnie aż do 1945 roku jezioro nazywane było Merzdorfer See. 17 września 1949 roku wprowadzono nazwę Lubinickie. Obecnie państwowy rejestr nazw geograficznych jako nazwę urzędową jeziora podaje Lubinieckie, jednocześnie wymienia nazwy oboczne: Jezioro Lubinieckie oraz Jezioro Poznańskie. Według spisu opracowanego przez Komisję Nazw Miejscowości i Obiektów Fizjograficznych (KNMiOF) nazwa tego jeziora to Jezioro Lubinieckie.

## Morfometria
Według danych Instytutu Rybactwa Śródlądowego powierzchnia zwierciadła wody jeziora wynosi 79,4 ha. Natomiast A. Choiński określił poprzez planimetrowanie na mapach 1:50 000 wielkość jeziora na 67,5 ha. Jeziorna jednolita część wód powierzchniowych ma powierzchnię 70 ha.
Średnia głębokość zbiornika wodnego to 2,5 m, a maksymalna – 5,9 m. Objętość jeziora wynosi 1981,3 tys. m³. Maksymalna długość jeziora to 3300 m, a szerokość 350 m. Długość linii brzegowej wynosi 7800 m.
Według Atlasu jezior Polski (red. J. Jańczak, 1996) oraz numerycznego modelu terenu udostępnionego przez Geoportal lustro wody znajduje się na wysokości 72,6 m n.p.m.
Według Mapy Podziału Hydrograficznego Polski jezioro leży na terenie zlewni szóstego poziomu Zlewnia jez. Lubinieckiego. Identyfikator MPHP to 156823.

## Zagospodarowanie
W systemie gospodarki wodnej jezioro tworzy jednolitą część wód o kodzie PLLW10033. Administratorem wód jeziora jest Regionalny Zarząd Gospodarki Wodnej we Wrocławiu. Utworzył on obwód rybacki, który obejmuje między innymi wody jeziora Lubinieckiego oraz wody strugi Lubinica aż do brzegu rzeki Gniła Obra (Obwód rybacki Jezioro Lubinickie na rzece Lubinica nr 3). Gospodarkę rybacką na jeziorze prowadzi państwowe Gospodarstwo Rybackie w Zbąszyniu.

## Czystość wód i ochrona środowiska
Jezioro Lubinieckie jest bardzo zanieczyszczonym zbiornikiem, głównie z powodu zmagazynowanych w okolicach jego dopływu osadów ze ścieków pochodzących z czasów przed zbudowaniem oczyszczalni ścieków dla Świebodzina. Badania prowadzone od lat 50. XX wieku wykazywały stałe pogarszanie się czystości jeziora. Powodem takiego stanu rzeczy był fakt, że jezioro – podobnie jak pobliskie jezioro Zamecko – pełniło funkcję osadnika ścieków dla pobliskiego Świebodzina. W latach 70. stwierdzono całkowite wymarcie ichtiofauny. Dalszą degradację jeziora powstrzymało wybudowanie i stopniowe unowocześnianie zlokalizowanej w jego pobliżu oczyszczalni ścieków. Obecnie następuje powolna poprawa jakości wód jeziora, w związku z czym zaczyna być ono wykorzystywane przez okolicznych wędkarzy i gospodarstwo rybackie.
Badania z 2015 roku zaliczyły wody jeziora do V klasy jakości, natomiast badania z 2018 roku wykazały poprawę i sklasyfikowały jakość wód do IV klasy. Przeźroczystość wód jeziora w 2018 roku wynosiła 0,7 metra. W 2021 roku ponownie przeprowadzono badania jeziora, zaliczając jego wody do V klasy jakości, przeźroczystość wód wynosiła 0,5 metra. Zły stan ekologiczny wód w 2021 roku był warunkowany stanem makrofitów, podczas gdy stan fitoplanktonu, makrozoobentosu oceniono jako słaby, a stan fitobentosu oraz ichtiofauny jako umiarkowany. W tym samym roku stan chemiczny wód określono jako poniżej dobrego, elementami przekraczającymi normę była zawartość PBDE w tkankach ryb oraz benzo(a)pirenu w wodzie.
Jezioro Lubinieckie w wyniku badań z 1992 roku zostało zakwalifikowane jako bardzo narażone na degradujące wpływy zewnętrzne, w związku z czym zostało zaliczone do jezior pozaklasowych pod tym względem. Powodem tego jest nieduża objętość epilimnionu, bardzo wysoki procent wymiany wód w ciągu roku, mała objętość w porównaniu do długości linii brzegowej, niewielka głębokość średnia oraz brak stratyfikacji termicznej wód.
Jezioro nie jest objęte żadną formą ochrony przyrody.